# A Little Bit of Love
«A Little Bit of Love» és una cançó de la banda estatunidenca Weezer, que es va publicar el 16 de març de 2022 com a primer senzill de l'EP SZNZ: Spring. La cançó es va estrenar en directe una setmana després, el 21 de març de 2022, en el programa de televisió Jimmy Kimmel Live! de l'ABC.
No va tenir gaire repercussió comercial internacional llevat de les llistes de rock estatunidenca i canadenca.

## Llista de cançons
| Núm. | Títol                  | Durada |
| ---- | ---------------------- | ------ |
| 1.   | «A Little Bit of Love» | 2:44   |